# جوزيف دبليو. أندروود
جوزيف دبليو. أندروود (بالإنجليزية: Joseph W. Underwood)‏ هو مدرس أمريكي، ولد في 1953 في إنديانابوليس في الولايات المتحدة.